# Owen Torrey
Owen Cates Torrey, Jr. (31 de outubro de 1925 — 13 de fevereiro de 2001) foi um velejador estadunidense, medalhista olímpico. Ele competiu nos Jogos Olímpicos de Verão de 1948 na classe Swallow e conquistou a medalha de bronze a bordo do Margaret, ao lado de Lockwood Pirie.
Entre as muitas conquistas de Torrey, na Vineyard Race de 1988, ele navegou no Ragtime de uma tonelada da IOR, junto com John Georges, John Logue, Andrew Vare e Scott Stone. Ele se formou na Universidade Harvard e na Columbia Law School. Ele exerceu a advocacia marítima em Nova Iorque por nove anos antes de fundar sua própria empresa que fabricava velas.